# バースデイ (鈴木光司の小説)
『バースデイ』は、鈴木光司によるミステリーホラー小説。3つの短編からなる短編集。小説『リング』シリーズの外伝。

## あらすじ

### 空に浮かぶ棺
『らせん』で呪いのビデオを見た高野舞が、山村貞子を出産するまでの物語。
1990年11月、ビルの排水溝で目覚めた舞は、処女のまま妊娠していた。時間が経過するにつれ、舞は「なぜ妊娠しているのか」「お腹にいるものはいったいなんなのか」「なぜ自分がこんな場所にいるのか」という顛末を、徐々に思い出してゆく。それは、ビデオを見た日から自分が徐々に胎児（=忌まわしいもの）に支配されていくという記憶だった。やがて出産の時、舞は陣痛の合間に忌まわしいものの正体、自分がそれを出産しようとしていること、そして自分の死期が近いことを知る。

### レモンハート
『リング』シリーズの序章にあたり、貞子の恋人であった遠山博の視点で「劇団飛翔」時代の貞子を描く。
1990年11月、47歳の遠山は新聞記者の吉野賢三から、貞子との関係について取材を受ける。1966年3月、音響効果係であった遠山は新人の貞子と密かに交際中のある日、彼女が演出家の重森勇作を誘惑するところを目撃してしまう。遠山は音効室で貞子を問い詰めるが、彼女に誘われ、暗闇の中で肉体関係を結ぶ。その際の音声が録音されたカセットテープを偶然、劇団員の大久保ら4人に聞かれてしまい、彼ら全員が不審な心臓病で死亡したことを、遠山は吉野から聞かされる（その直後、貞子は劇団を辞めている）。やがて、自身に原因不明の失調を訴えた遠山は、24年前と変わらない貞子の姿を薄れゆく意識の中で目撃し、彼女の膝で息絶える。

### ハッピー・バースデイ
『ループ』の後日談で、二見馨の子供を妊娠した杉浦礼子が「ループ界」での馨の顛末を知ることにより、子供の出産を決意する物語。事実上、「リング」シリーズの真の完結編である。
礼子は、転移性ヒトガンウイルスの治療法を求めて旅立った馨の消息を知るため、彼の関わった「ループ・プロジェクト」の研究者の1人である天野徹に話を聞く。天野によれば、馨はその治療法が自分の生体情報に隠されていることを知り、ニューキャップ（ニュートリノ・スキャニング・キャプチャー・システム）にかけられ、死んだという。
礼子は絶望するが、天野は馨が実は仮想現実世界「ループ」の生命体タカヤマリュウジ（高山竜司）であり、「ループ界」で生きていることを明かす。天野からループ界を見られる機械を借りた礼子は、馨ことタカヤマがヤマムラサダコ（山村貞子）とリングウイルスによってガン化したループ界を再生させていく一方、サダコを滅ぼすためのウイルスで自らも死にゆく姿を見る。懸命に運命と戦った馨の姿に礼子は心を打たれ、子供の出産を決意する。

## 登場人物
山村貞子（やまむら さだこ）
「バースデイ」全話に渡って登場する超能力者の少女で全ての元凶。見た者を一週間後に死に至らしめる呪いのビデオ（通称リングビデオ）とリングウイルスを生み出し、後に舞の体を使って、現世に蘇る。「空に浮かぶ棺」では赤ん坊の姿のみで舞からの誕生の様子が詳細に描かれる。「レモンハート」では24年前の劇団飛翔での女優であり、遠山博の恋人である。遠山のことを「遠山さん」と呼ぶ。
「黒い服の少女」の主役を演じる予定だった。後に遠山と音効室の暗闇で肉体関係を持つ。重森との事件の後、消息を絶つ。だが、24年後に舞から復活した姿で死にゆく遠山の前に姿を現す。時系列でリングシリーズの最終エピソードとなる『ハッピー・バースデイ』では、貞子はコンピュータ内に構築された仮想現実世界『ループ』プログラム上の存在「ヤマムラサダコ」であり、一度はループ界をガン化して滅亡させたうえ、その呪いは現実世界にも波及し、実際の人類をも滅亡の危機へと追いやる。しかし、呪いによる死の直前にループ界から現実世界へ転生していたタカヤマリュウジ（高山竜司）こと二見馨によって、貞子が生み出したビデオ等の変異メディアが無効化され、さらに高山が作り出した対貞子用のウイルスで、増殖した自分達ごと滅亡し、消滅した。

### 空に浮かぶ棺（登場人物）
高野舞（たかの まい）
高山竜司の恋人で22歳の大学生。呪いのビデオを見てしまったことでビル屋上の排気溝で貞子を出産することになる。その時の自分の体を嘗め回して見られるような感覚に男友達杉山（すぎやま）との初体験（結局、裸にされただけで性行為はなかった）の苦い記憶を思い出す。貞子を出産後はそのまま死亡。

### レモンハート（登場人物）
遠山博（とおやま ひろし）
劇団飛翔の音響効果係で現在はとあるスタジオの音響効果係。かつては山村貞子の恋人で現在は結婚せず、複数の女性と肉体関係を持っていることを匂わせる生活をしている。現在は47歳。貞子のことを「貞ちゃん」と呼ぶ。吉野との話で音効室での貞子との性行為の声を聞いた大久保を含む同期生4人が謎の死を遂げたのを聞き、愕然とする。その後、街の路上で意識が朦朧とし始め、復活した貞子に抱かれるように死亡する。ちなみにタイトルのレモンは、貞子が彼に教えた音効室の中にあった謎の「臍の緒」の匂いであった。
吉野賢三（よしの　けんぞう）
M新聞社の記者。同僚の浅川和行の頼みで劇団飛翔での貞子のことを聞きだすため、遠山に接触する。遠山に音効室と大部屋で彼女との行為を録音したテープを聞いた大久保同期生森新一郎（もり　しんいちろう）・高畑恵子（たかはた　けいこ）・夕見まゆ（ゆうみ-）が謎の死を遂げたことを伝える。北嶋（きたじま）・飯野（いいの）・加藤恵子（かとう　けいこ）の3人に連絡をとっており、北嶋から遠山のことを聞きだした。
大久保（おおくぼ）
劇団飛翔のスタッフ。貞子に密かな思いを寄せており、遠山への嫉妬や劇団での自分の立場の葛藤や屈折した思いからある事件を起こす。劇団員の物真似をカセットに録音する趣味があり、重森の物真似のテープを探して、例のテープを発見し、事件を起こす。その後、謎の死を遂げる。
重森勇作（しげもり　ゆうさく）
劇団飛翔の演出家。劇団での権力があり、執拗に貞子に迫ったりしていた（実際には逆に彼女に弄ばれたりした）。千秋楽の打ち上げパーティに酔った勢いで貞子を襲うと宣言して彼女の部屋を訪れたらしく、その後、稽古場の椅子で眠るように謎の死亡（このことは『リング』でも僅かに触れられている）。
葉月愛子（はづき あいこ）
劇団飛翔の中堅女優。突然病気に倒れ、「黒い服の少女」の主役を降り、急遽山村貞子がその代役となる。映画版と違い、記述のみの僅かな登場。

### ハッピー・バースデイ（登場人物）
杉浦礼子（すぎうら れいこ）
美貌の未亡人。34歳。一人息子の亮次（りょうじ）を自殺で亡くし、現在は馨の子供を妊娠している。息子を亡くし、転移性ヒトガンウイルスのキャリアであり、また馨を亡くしたことで人生に絶望している。しかし、ループ界でのタカヤマリュウジ（二見馨）の顛末を見て出産を決意する。
タカヤマリュウジ（高山竜司）
『ループ』に戻った二見馨（ふたみ　かおる）の真の姿。現世では転移性ヒトガンウイルスを治療するため、ニューキャップ（ニュートリノ・スキャニング・キャプチャー・システム）で全身をスキャンし、体が溶けて死亡、『ループ界』にて再生する。リングウイルスや変異メディアを無効化するワクチンと自分の体が滅ぶ覚悟でサダコを滅ぼすウイルスを作り出す。最後は礼子の顔を思い出しながらウイルスに感染した老化した体で死亡。
天野徹（あまの とおる）
ループ・プロジェクトの研究家の一人。礼子に馨の顛末やループ・プロジェクトについて説明し、落ち込む彼女を励まし、常にモニター画面でループ界のタカヤマリュウジが見られるように取り計らう。
二見秀幸（ふたみ ひでゆき）
馨の父親。妻の名は真知子（まちこ）。ループ・プロジェクトの研究家の一人。転移性ヒトガンウイルスの患者であり、入院して、その体は弱りやせ細っている。病院に訪れた礼子と話をする。

## 書誌情報
- バースデイ（角川書店）ISBN 4-04-873151-3 （1999年1月出版）
- バースデイ（角川ホラー文庫）ISBN 4-04-188007-6（2000年4月出版）

なお、下田レイのナレーションで、Audibleにてデータ配信として2017年3月にオーディオブック化されている。

## 派生作品

### 映画
- 同作の一編『レモンハート』を基にした『リング0 バースデイ』が全国東宝系で公開。詳細は「リング0 バースデイ」の項目を参照。

### 漫画
- 『バースデイ』（作画:MEIMU）
  - 同作の『空に浮かぶ棺』『レモンハート』の他、オリジナルエピソード「SADAKO」を漫画化。

### 舞台
『SADAKO 〜誕生悲話〜』
2013年5月3日から5月12日まで、新国立劇場小劇場で公演の劇団EXILE公演。「レモンハート」をベースに原作者自身が脚本書き下ろし。

#### キャスト
- 町田啓太
- 小沢雄太
- 野替愁平
- 八木将康（以上、劇団EXILE）
- 長谷部優
- 天野浩成
- 瀬下尚人

##### 声の出演
- TETSUYA（EXILE）

#### スタッフ
- 原案・オリジナルストーリー - 鈴木光司
- 脚本 - 樫田正剛
- 演出 - 星田良子